# 赫曼·西蒙
赫曼·西蒙（英語：Hermann Simon，1947年2月10日—），德國作家和商人，他是策略和西蒙顧和管理顧問行銷諮詢公司的主席，也是一名战略管理、行銷和定價顧問。

## 外部連結
- 官方网站
- Simon-Kucher & Partners official website （页面存档备份，存于）